# Salzgewinnung in Südwest-Mecklenburg nach dem Zweiten Weltkrieg

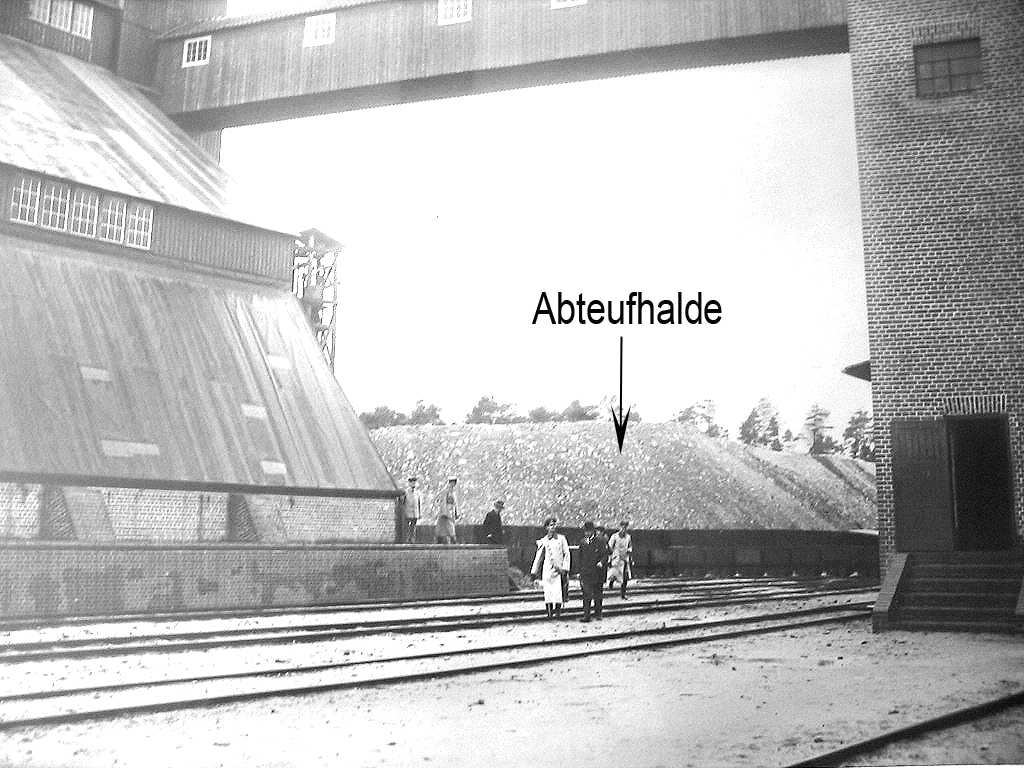
Lage der Abteufhalde des Schachtes Conow anno 1916

Nach dem Zweiten Weltkrieg und dem Zusammenbruch Hitler-Deutschlands herrschte in der sowjetischen Besatzungszone, und somit auch im Land Mecklenburg, ein großer Mangel an Salz. Vermutlich entsannen sich Conower Bürger zuerst, dass auf dem Gelände des ehemaligen Kali- und Steinsalzbergwerkes Conow noch Reste der alten Abraumhalde vorhanden waren. Diese Halde, zumeist bestehend aus dem beim Schachtabteufen gewonnenen Steinsalz-Haufwerk, wurde jetzt – zur Linderung der „Salznot“ – per Handarbeit gewonnen und verkauft. Abnehmer kamen aus nah und fern und hinterließen im wahrsten Sinne des Wortes ihre Spuren.

## Der Beauftragte der Landesregierung für die Salzgewinnung
Mit „Bescheinigung“ vom 17. Dezember 1945 betraute die Abteilung Wirtschaft der Landesregierung des Landes Mecklenburg-Vorpommern den Bergwerksdirektor Fritz Prinz aus Malliß u. a. mit folgender Aufgabe: „[…] Herr Prinz übernimmt als Beauftragter der Landesverwaltung die gesamte Salzgewinnung und den Verkauf aus den alten Steinsalzhalden des früheren Kaliwerkes in Conow i. Mecklenburg. Eine Abgabe von Steinsalz an Dritte erfolgt nur durch den Beauftragten bezw. durch die von ihm eingesetzten Organe“. Gleichzeitig werden in dieser Bescheinigung „[…] Die Angehörigen der Roten Armee und der Alliierten Armeen sowie alle Behörden gebeten, ihn ungehindert arbeiten, passieren und ihm jede Unterstützung zur Durchführung seiner Aufgaben angedeihen zu lassen“. Der Bevölkerung wurde mit Aushängen der Kauf von Salz kundgetan.

## Die Anzeige der Salzgewinnung beim Bergamt
Prinz zeigt dem zuständigen Bergamt Staßfurt an, dass ein „[…] Salzgewinnungsbetrieb zur Steuerung der Salznot unter der Firma ‚Landesverwaltung Mecklenburg-Vorpommern, Salzgewinnung‘“ unter seiner Leitung gegründet worden ist.
Im „Betriebsplan für 1945 / 1946 der Landesverwaltung Mecklenburg-Vorpommern ‚Salzgewinnung‘ Malliß i/M.“ vom 29. Januar 1946 werden die beiden Steinsalzhalden mit einer Länge von 50 m bzw. 31 m, einer Breite von 46 m bzw. 24 m und einer durchschnittlichen Höhe von 3,20 m bzw. 3 m angegeben.

## Schwierigkeiten mit der sowjetischen Besatzungsmacht
Mit der Salzgewinnung sollte am 14. September 1945 begonnen werden. Prinz verfasste darüber folgenden handschriftlichen Bericht, welcher als zeittypisch hier im vollen Wortlaut wiedergegeben werden soll:

„Bericht über die Schwierigkeiten mit der Russischen Wehrmacht.
Am Freitag den 14.9.45 wollte ich den Betrieb auf der Halde aufnehmen. Als ich am Donnerstag nochmals zur Halde kam, war diese durch russische Posten abgesperrt, die mich nicht durchließen. Ich verhandelte darauf mit dem russischen Einheitskommandanten in Conow, der mir erklärte, daß ich ihm von dem Festungskommandanten in Festung Dömitz eine Bescheinigung vorweisen müsse, daß die Halde für zivile Zwecke frei gegeben werden soll. Ich fuhr am Sonnabend, dem 15.9. nach Dömitz, verhandelte mit dem Festungskommandanten. Dieser wußte jedoch nicht an wen er die Bescheinigung adressieren sollte, da ihm die Einheit in Conow nicht bekannt war. Auf mein Drängen sandte er mich mit einem Unteroffizier, den er genau instruierte, nach Conow zu dem dortigen Kommandanten. Die Besprechung ergab volle Übereinstimmung, daß die Halde ab Montag, den 17.9. für uns frei gegeben würde. Ich bestellte nunmehr 8 Mann zur Arbeit. Als wir am Montag 80 [8 Uhr] zur Halde kamen, war diese noch besetzt, man verweigerte uns den Zutritt. Nach Rücksprache mit dem Ortkommandanten erklärte dieser, daß er eine schriftliche Erklärung des Dömitzer Festungskommandanten [haben] müsse. Ich fuhr nach Dömitz und erreichte, daß dieser auf meiner Vollmacht eine entsprechende Bescheinigung gab. Diese legte ich dem Ortkommandeur in Conow vor u. erhielt die Erlaubnis am Donnerstag den 18.9. mit der Arbeit zu beginnen. Am Donnerstag war keine Wache mehr dort und wurde mit der Arbeit angefangen.
Als ich zum Mittagessen war, um 13.30, erschien ein versoffener Offizier, und jagte alle Leute von der Halde, und verbot das weitere Betreten dieser. Angesoffen war ein Major zur Besichtigung der Truppe erschienen, der das Verbot verfügte. Nachmittags sprach ich mit diesem Major, legte ihm meine Vollmacht vor, verwies auf die Genehmigung des Festungskommandanten und bat um Aufhebung des Verbots. Der Major erklärte, daß hierfür einzig Oberstleutnant Begu(h)n in Eldena zuständig wäre. Der Festungskommandant habe in diesem Bezirk nicht zu sagen.
Am 19.9. Fahrt nach Eldena. Dort von 110 -190 [11–19 Uhr] gewartet. Beguhn war nicht zu sprechen.
Am 20.9. war ich mit Dolmetscher in Wohnung Beguhn. Um 11.00 Fahrt zur Halde. Dort wurde abgesprochen, daß die linke, größere Halde von den Russen, die rechte kleinere von uns bearbeitet werden sollte. Beguhn verlangte Aufsicht und Abarbeitung der Halde von der Sohle her, was ich ihm zusagte. Er wollte noch eine schriftliche Erklärung an den Dolmetscher abgeben. gez.) Prinz [sic]“

## Die Haldensalz-Gewinnung
Über den eigentlichen Abbau der Salzhalde ist nicht viel überliefert. Die Umstände müssen doch recht chaotisch gewesen sein, denn Prinz schreibt am 27. Mai 1946 an seine vorgesetzte Behörde, die Abteilung Brennstoffindustrie des Landes Mecklenburg-Vorpommern:
„[…] Es trifft zu, dass in den Monaten Oktober, November (also 1945) bei dem starken Andrang der Selbstabholer des Öfteren Leute querfeldein gegangen sind. Hauptsächlich fand dies statt, auf dem Fußwege, der von der russ. Besatzung, die in den Häusern an der Salzhalde lag, getreten war und benutzt wurde. Mein Aufseher Breezmann hat sowohl den Polizisten wie auch den Bürgermeister darauf hingewiesen, an dieser Stelle ein Schild anzubringen ‚Verbotener Weg‘. Dieses geschah nicht, sondern die Gemeinde kassierte von den Leuten eine Strafe zunächst von RM 1.- später auch RM 3.- je Person ein, wodurch sie ganz gute Einnahmen hatte. Auf jeden Fall konnte sie mit diesen Einnahmen die verhältnismäßig kleinen Flurschäden bezahlen. Ich gebe zu, dass der Fahrweg von Conow zur Salzhalde durch die Salzfuhrwerke und Autos stärker als üblich beansprucht wurde, wodurch der Gemeinde Instandsetzungskosten entstanden sind“. [sic]
Ich schlage vor, dass der Gemeinde als Abfindung für diese Schäden ein einmaliger Betrag von RM 500,- bis RM 1000,- vergütet wird, wodurch alle Ansprüche abgegolten sind“. [sic]
Die Antwort der Abteilung Brennstoffindustrie datiert vom 5. Juni 1946 und lautet:
„[…] 1.) Ich bin damit einverstanden, daß die Gemeinde Conow eine einmalige Entschädigung in Höhe von RM 500,- aus den vereinnahmten Geldern der Salzgewinnung ausgezahlt wird für das Befahren und den Abtransport auf dem Gelände Conow.
2.) Der Abt. Wirtschaft ist ein Verkauf des Gebietes an den Herrn Morgenthal nicht bekannt. Ich bitte Sie, Herrn Morgenthal zu veranlassen, uns umgehend die Unterlagen zwecks Einsichtnahme zur Verfügung zu stellen“. [sic]
Daraufhin teilte Prinz der Abteilung Wirtschaft-Finanzen der Landesverwaltung mit, dass laut Aussage des Herrn Morgenthal dieser das ehemalige Schachtareal am 1. März 1946 von der Abteilung Wirtschaft der Landesverwaltung gekauft hat. Zuvor gehörte es dem letzten Betriebsführer des Kaliwerkes Conow, Erwin v. Boremski, dessen Besitz von der Besatzungsmacht beschlagnahmt worden war.
| Besteller              | Lieferdatum       | Liefermenge |
| ---------------------- | ----------------- | ----------- |
| Bergen                 | 21. November 1945 | 14030       |
| Kröpelin, Bützow       | 27. November 1945 | 13456       |
| Lehesten               | 22. Dezember 1945 | 20620       |
| Goldberg               | 30. Dezember 1945 | 16910       |
| Barth                  | 7. Januar 1946    | 11990       |
| Altentreptow           | 10. Januar 1946   | 5700        |
| Dobbertin              | 10. Januar 1946   | 15900       |
| Lychen                 | 12. Januar 1946   | 28700       |
| Lychen                 | 22. Januar 1946   | 14800       |
| Strasburg              | 22. Januar 1946   | 15849       |
| Warin                  | 23. Januar 1946   | 8630        |
| Malchow                | 23. Januar 1946   | 9100        |
| Altentreptow / Templin | 26. Januar 1946   | 14640       |

Die vermeintlichen rechtlichen Ansprüche Morgenthals an der Salzhalde wurden vom Bergamt Staßfurt mit Schreiben vom 7. März 1946 unter Bezugnahme auf eine Entscheidung des Oberbergamtes Halle – „…gemäß § 1 des Berggesetzes für Mecklenburg vom 2. März 1922 sind u. a. Salze vom Verfügungsrecht des Grundeigentümers ausgeschlossen“ – verworfen.
Und weiter wird ausgeführt: „…mit der Enteignung des von Boremski im Zuge der Bodenreform [ist] der Mecklenburgische Staat Eigentümer der Halde geworden“. [sic]
Es gibt in den Archivalien zwei Angaben zur Menge des aus der Steinsalzhalde gewonnenen Salzes. Nach Angaben des „Deutschen Salzverband“ mit Sitz in Berlin waren es circa 20.000 Tonnen.
Sowohl dieser Verband als auch die Deutsche Zentralverwaltung der Industrie in der Sowjetischen Besatzungszone erklärten in Schreiben an die Landesverwaltung des Landes Mecklenburg-Vorpommern vom 20. März bzw. 1. April 1946, dass eine Salznot in der sowjetischen Zone niemals auf mangelnde Produktionsmöglichkeiten zurückgeführt werden kann. „[…] Die Steinsalzbergwerke wie auch die Salinen in der sowjetischen Zone sind mit ihrer Produktionskapazität auch nicht annähernd ausgelastet. […] Unter diesen Umständen dürften die dort [in Conow] eingesetzten Arbeitskräfte auch einer zweckmäßigeren Verwendung zugeführt werden können“. [sic]
Die Antwort der Landesregierung an die Zentralverwaltung der Industrie datiert vom 17. April 1946:
„[…] Aus gegebener Veranlassung wurde Herr Prinz von mir beauftragt, die noch dort befindliche Halde des früheren Salzbergwerkes zur Steuerung der größten Salznot zu verwerten. Die ermöglichte Belieferung durch die Verwertung dieser Salzhalde hat dem Lande gute Dienste getan. Aufgrund der Minderwertigkeit ist auch der Abbau dieser Halde inzwischen eingestellt worden. Herr Prinz ist von mir beauftragt, das in der Gegend Malliß befindliche Braunkohlenvorkommen zu erschließen. Die geringen Arbeitskräfte, die für den Salzabbau tätig waren, werden für dies neue Vorhaben eingesetzt. Das Salzbergwerk selbst wäre auch mit dem besten Willen nicht wieder betriebsfähig zu gestalten, da der Abfluss der Lauge des vollgepumpten Salzbergwerkes in der Umgegend so viel Schaden anrichten würde, daß auf jeden Fall eine Inbetriebnahme nicht in Frage gekommen wäre“. [sic]

## Die Bilanz der Haldensalz-Gewinnung
Die vermutlich sicherste Angabe des aus der Salzhalde Conow gewonnenen Steinsalzes ist dem „Bericht über die Prüfung des Jahresabschlusses zum 31. Dezember 1946 der Mecklenburgischen Braunkohlenbergbau G.m.b.H. Malliss“ der Mecklenburg-Vorpommerschen Treuhandgesellschaft m.b.H, Wirtschaftsprüfungsgesellschaft Schwerin vom 12. April 1947 zu entnehmen. Darin werden die verkaufte Salzmenge mit 568.876 t und der aus diesem Verkauf erzielte Gewinn mit RM 28.852,62.- angegeben.